# 普爾佩河
普爾佩河是俄羅斯的河流，位於亞馬爾-涅涅茨自治區內，屬於皮亞庫普爾河的左支流，河道全長327公里，流域面積約5,110平方公里，在每年10月中旬開始結冰，直至翌年5月下旬。